# Epiplema flavida
Epiplema flavida är en fjärilsart som beskrevs av W. Warren 1909. Epiplema flavida ingår i släktet Epiplema och familjen Uraniidae. Inga underarter finns listade i Catalogue of Life.